# Paul Neary
Paul Neary (Bournemouth, 18 dicembre 1949 – Bournemouth, 10 febbraio 2024) è stato un fumettista britannico.

## Biografia
Il suo primo lavoro pubblicato fu nell'antologia di Warren, Eerie, lavorando su varie storie e serie, tra cui Hunter e i suoi seguiti, prima di disegnare vari Future Shocks per 2000AD per diversi autori, tra cui Alan Moore.
Nel 1979 iniziò a lavorare su Hulk Weekly per la Marvel UK, da poco drasticamente ristrutturata da Dez Skinn. Durante questo periodo disegnò varie strisce per la Marvel UK, tra cui Hulk e Nick Fury, oltre ad aiutare nuovi artisti come Alan Davis.
Durante i primi anni '80 creò Madman per Warrior di Dez Skinn prima di diventare un inchiostratore abituale per il lavoro di Alan Davis per la DC Comics. Il loro lavoro più importante in quel periodo fu una serie di disegni su Batman per Detective Comics.
Neary divenne strettamente associato a Davis, inchiostrando il suo lavoro su titoli come Uncanny X-Men e Captain Britain. Il loro partenariato lavorativo durò fino alla sua morte.
Neary divenne caporedattore della Marvel UK dal 1990 al 1993 circa, contribuendo al lancio di una serie di titoli in formato statunitense oltre alla gamma di pubblicazioni britanniche già esistente. Questo iniziò con Death's Head II e seguito poi da titoli come Hell's Angel (cambiato in Dark Angel dopo una battaglia legale per copyright con gli Hells Angels), Warheads, Digitek e Motormouth (in seguito Motormouth and Killpower). Le vendite dei fumetti inizialmente furono elevate, ma l'eccessiva espansione portò presto alla fine della linea statunitense della Marvel UK, con la Panini Comics che acquistò gli asset della compagnia, incluso Doctor Who Magazine.
Da allora, Neary si concentrò sull'inchiostrazione. Inchiostrò il lavoro di Bryan Hitch su The Authority e lavorò regolarmente con Hitch su The Ultimates per la Marvel Comics.
Paul Neary morì dopo una lunga malattia il 10 febbraio 2024, all'età di 74 anni.

## Riconoscimenti
- Eisner Award: miglior art team (con Alan Davis) per Excalibur (1989)
- Eagle Awards: artista preferito (inchiostratore) (1989,2006)